# Gianluca Vacca
Gianluca Vacca (Roma, 3 ottobre 1973) è un politico italiano.

## Biografia
Sposato dal 2004 e con un figlio, risiede dal 1993 stabilmente in Abruzzo. Ha frequentato il liceo classico a Roma, per poi trasferirsi a Pescara. Laureato con lode in Lettere nel 1998 a Chieti presso l'Università degli Studi "Gabriele d'Annunzio", in seguito ha svolto vari corsi di specializzazione e master. È stato assistente universitario (cultore della materia) in letteratura italiana per due anni, con alcune pubblicazioni all'attivo e due partecipazioni a convegni. Dal 2004 è docente di lettere e latino nelle scuole secondarie (dal 2011 di ruolo nella scuola secondaria di I grado).

### Carriera politica
Attivista di Beppe Grillo dal 2007 nel gruppo di Pescara, è tra i fondatori dell'associazione Pescara in comune by Amici di Beppe Grillo, che si è presentata alle elezioni amministrative della città abruzzese nel 2008 e 2009 (quest'ultimo anno con un logo, antesignano del Movimento 5 stelle). Candidato come consigliere comunale in entrambe le competizioni, nel 2009 è risultato il più votato della lista.
Nel 2012 ha partecipato alle parlamentarie del Movimento 5 stelle per la selezione dei candidati alle elezioni politiche dell'anno successivo, risultando il più votato nella circoscrizione Abruzzo.
Alle elezioni politiche del 2013 viene eletto deputato della XVII legislatura della Repubblica Italiana nella circoscrizione XVII Abruzzo per il Movimento 5 Stelle.
È stato membro della VII Commissione della Camera dei deputati (Cultura, scienza e istruzione).
Nel 2018 viene rieletto deputato della XVIII legislatura nel collegio plurinominale Abruzzo 01 sempre per il Movimento 5 stelle. Il 12 giugno diventa sottosegretario del Ministero dei Beni e delle Attività Culturali e del Turismo nel Governo Conte I di 5 Stelle e Lega, incarico ricoperto fino all'insediamento del Governo Conte 2 nel settembre 2019.
Da febbraio 2020 è capogruppo del Movimento 5 Stelle in Commissione VII (Cultura, Scienza e Istruzione) della Camera dei Deputati. Il 15 giugno 2021 è stato primo firmatario di una bozza di risoluzione di tale commissione che prevedeva l'introduzione in Italia della libertà di panorama, bozza che poi in fase di votazione finale è stata fortemente ridimensionata.
Il 21 giugno 2022 abbandona il Movimento per aderire a Insieme per il futuro, a seguito della scissione guidata dal ministro Luigi Di Maio.